# Staurogynopsis capitata
Staurogynopsis capitata là một loài thực vật có hoa trong họ Ô rô. Loài này được (E.A. Bruce) Mangenot & Aké Assi miêu tả khoa học đầu tiên năm 1961.